# Mimi Weddell
Mimi Weddell (* 15. Februar 1915 in Williston, North Dakota; † 24. September 2009 in Manhattan, New York) war eine US-amerikanische Schauspielerin.
Weddell, die erst mit über sechzig Jahren ihre Filmkarriere begann, wurde vor allem durch Film- und TV-Rollen der 1980er Jahre bekannt. In den 1990er Jahren war sie vorwiegend in Fernsehserien präsent. 

## Filmografie
- 1980: Last Rites
- 1981: Student Bodies
- 1985: The Purple Rose of Cairo
- 1987: Anna
- 1994: Go Fish
- 1990/1997: Law & Order (TV-Serie)
- 1998: Sex and the City (TV-Serie)
- 1999: The Thomas Crown Affair
- 2003: Marci X
- 2004: Messengers
- 2005: Hitch
- 2005: A Perfect Fit